# Scheloribates magnus
Scheloribates magnus är en kvalsterart som beskrevs av Abdel-Hamid, Al-Assiuty och Trrad 1983. Scheloribates magnus ingår i släktet Scheloribates och familjen Scheloribatidae. Inga underarter finns listade i Catalogue of Life.